# أريولس

موقع بلدية أرايولوس من البرتغال

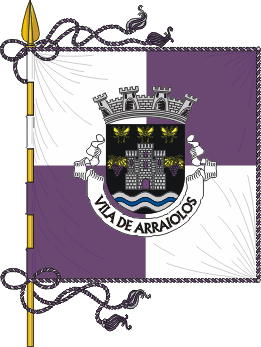
علم بلدية أرايولوس

أرَيُولُس أو أرَّيُولُس أو (نقحرة: أَرَايُولُوس) (بالبرتغالية: Arraiolos) بلدية برتغالية، مساحتها 683.0 كيلومتر مربع ويبلغ مجموع سكانها 7389 نسمة. بلدة أرَيُولُس الصغيرة سكانها 3351 نسمة.
تقع في بلدية مقاطعة إيفورا.

## معرض صور

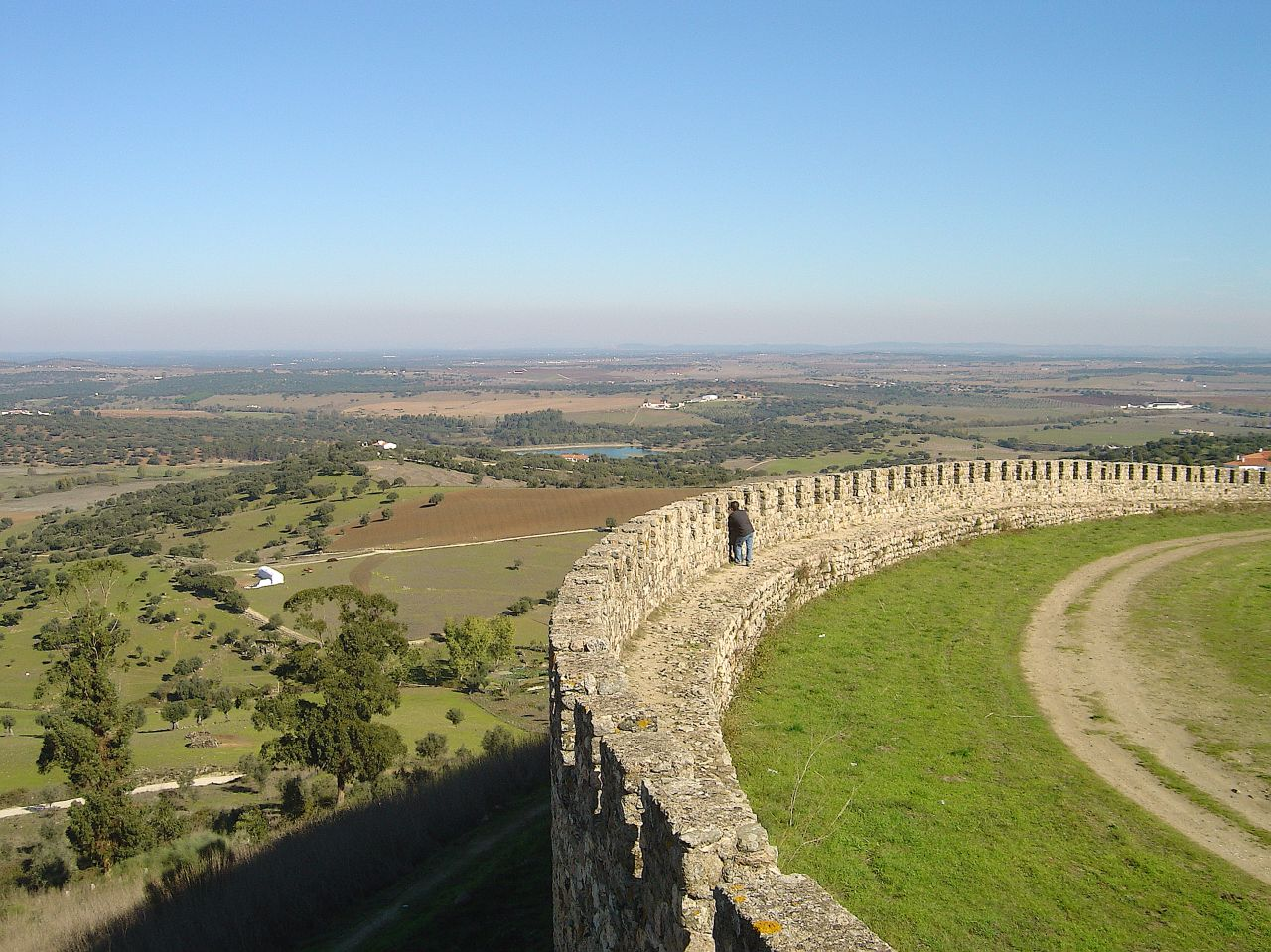
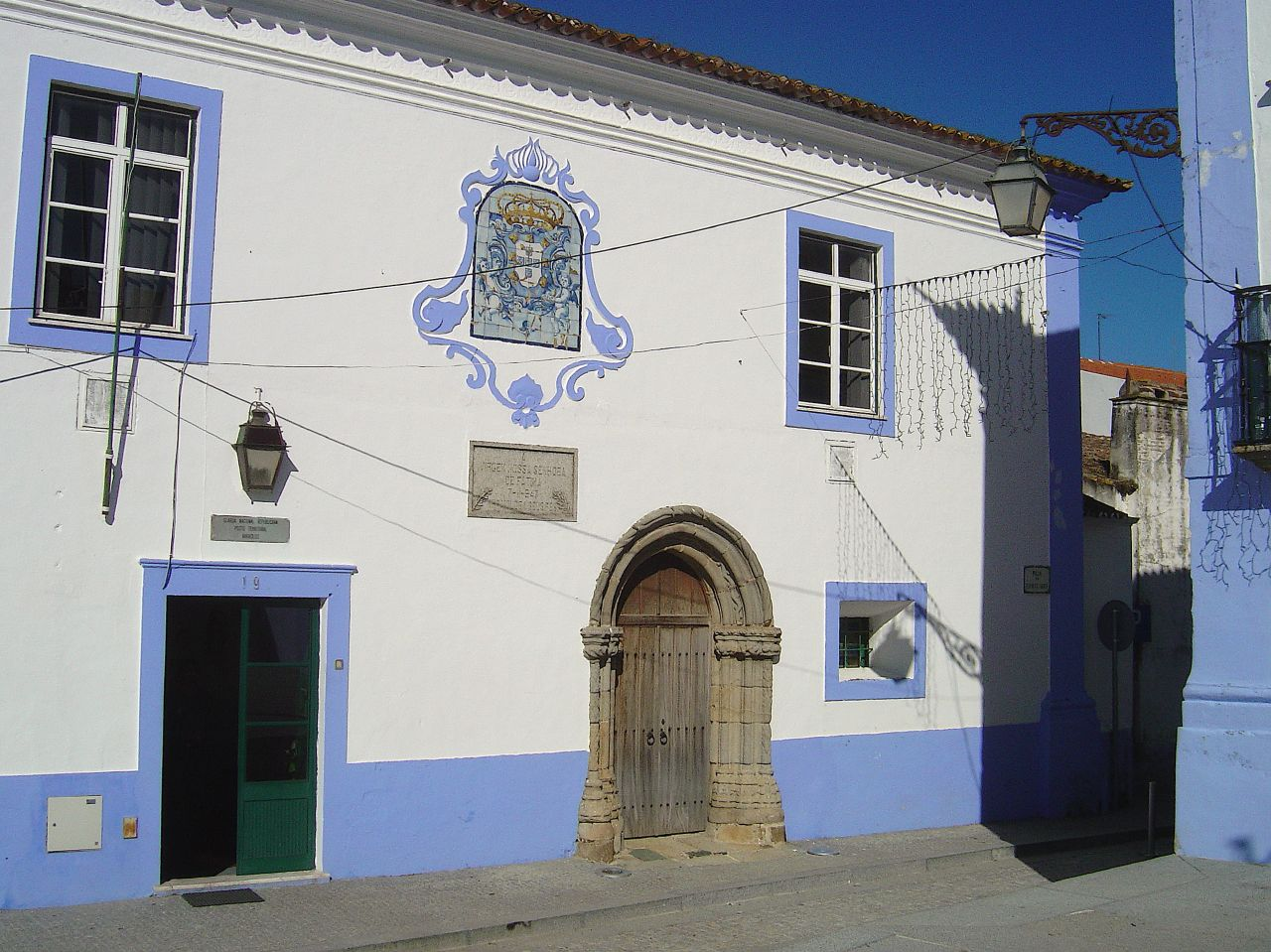
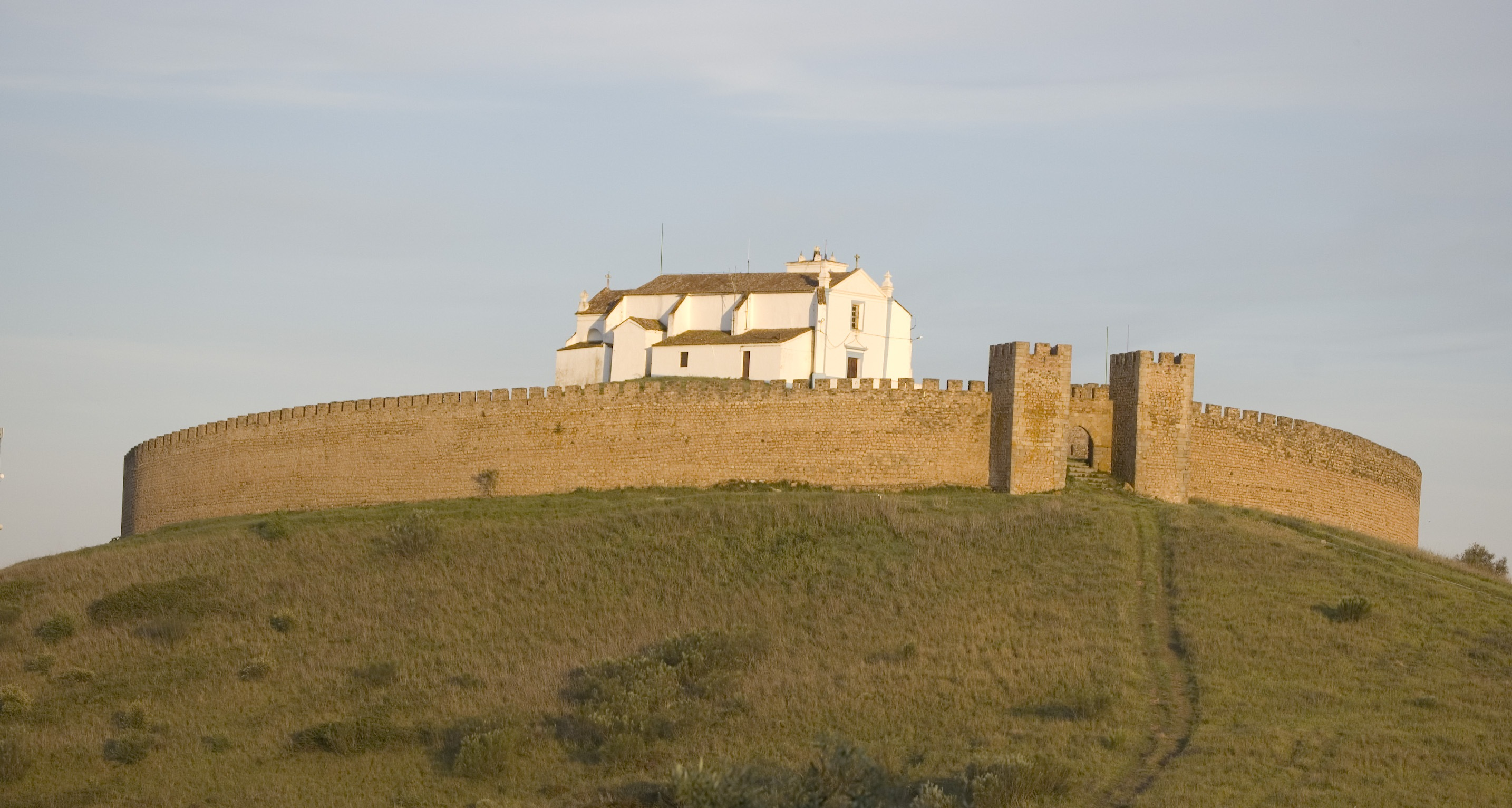